# Didelphis
Genre
Ce genre de sarigue ou opossum comprend les espèces suivantes :
- Didelphis albiventris Lund, 1840 photo
- Didelphis aurita Wied-Neuwied, 1826
- Didelphis imperfecta Mondolfi and Pérez-Hernández, 1984
- Didelphis marsupialis Linnaeus, 1758

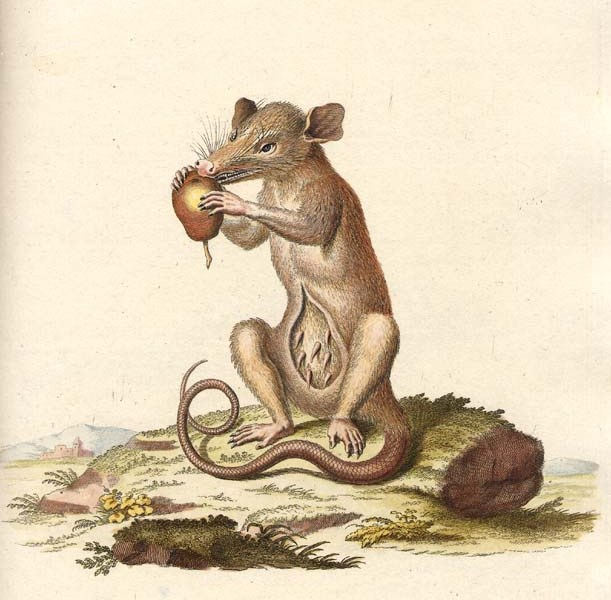
Didelphis, vu par Johann Christian Daniel von Schreber, dans Histoire naturelle des quadrupèdes représentés d´après nature (Tome III. Le phoque, le chien, le chat, le putois, la loutre, la marte, l'ours, le didelphe, la taupe, la souris, le hérisson A Erlang, chez Wolfgang Walther, 1780)

- Didelphis pernigra Allen, 1900
- Didelphis virginiana Kerr, 1792